# Emilija Dimitrowa
Emilija Dimitrowa (bulgarisch Емилия Димитрова; * 27. Dezember 1970) ist eine bulgarische Badmintonspielerin. International ist sie der anglo-amerikanischen Schreibweise folgend als Emilia Dimitrova bekannt.

## Karriere
Emilija Dimitrowa nahm 1992 im Damendoppel an Olympia teil. Sie verlor dabei mit Neli Nedyalkova gleich in Runde eins und wurde somit 17. in der Endabrechnung. In ihrer Heimat Bulgarien gewann sie 1988 ihren ersten nationalen Titel. Sechs weitere folgten bis 1994. International war sie bei den Malta International erfolgreich.

## Sportliche Erfolge
| Saison | Veranstaltung                                 | Disziplin   | Platz | Name                                   |
| ------ | --------------------------------------------- | ----------- | ----- | -------------------------------------- |
| 1988   | Bulgarien: Einzelmeisterschaften              | Damendoppel | 1     | Diana Koleva / Emilija Dimitrowa       |
| 1988   | Bulgarien: Einzelmeisterschaften der Junioren | Damendoppel | 1     | Diana Filipova / Emilija Dimitrowa     |
| 1989   | Malta International                           | Mixed       | 1     | Wladimir Balun / Emilija Dimitrowa     |
| 1989   | Bulgarien: Einzelmeisterschaften              | Damendoppel | 1     | Diana Kolewa / Emilija Dimitrowa       |
| 1989   | Czechoslovakian International                 | Damendoppel | 3     | Diana Kolewa / Emilija Dimitrowa       |
| 1989   | Malta International                           | Damendoppel | 1     | Diana Kolewa / Emilija Dimitrowa       |
| 1989   | Weltmeisterschaft                             | Damendoppel | 17    | Emilija Dimitrowa / Diana Kolewa       |
| 1989   | Bulgarien: Einzelmeisterschaften der Junioren | Damendoppel | 1     | Nelly Nedjalkowa / Emilija Dimitrowa   |
| 1990   | Bulgarien: Einzelmeisterschaften              | Damendoppel | 1     | Diana Kolewa / Emilija Dimitrowa       |
| 1990   | Bulgarien: Einzelmeisterschaften der Junioren | Mixed       | 1     | Nikolaj Dimitrow / Emilija Dimitrowa   |
| 1990   | Swiss Open                                    | Damendoppel | 2     | Diana Kolewa / Emilija Dimitrowa       |
| 1991   | Bulgarien: Einzelmeisterschaften              | Mixed       | 1     | Jeliazko Valkov / Emilija Dimitrowa    |
| 1991   | Bulgarien: Einzelmeisterschaften              | Damendoppel | 1     | Diana Kolewa / Emilija Dimitrowa       |
| 1993   | Bulgarien: Einzelmeisterschaften              | Mixed       | 1     | Svetoslav Stoyanov / Emilija Dimitrowa |
| 1994   | Bulgarien: Einzelmeisterschaften              | Damendoppel | 1     | Rajna Zwetkowa / Emilija Dimitrowa     |